# Fryderyk Buchholtz
Fryderyk Buchholtz (16 tháng 5 năm 1792 Olsztynek (Hohenstein, Prussia) - 15 tháng 5 năm 1837 Warsaw) là một nhà chế tạo piano và organ.

## Cuộc đời
Sau khi hoàn thành việc học chế tạo đàn piano ở Viên, ông đến Warsaw và vào năm 1815 mở một xưởng sản xuất đàn piano tại 1352 phố Mazowiecka. Vị khách thường xuyên đến phòng trưng bày tại gia và cửa hàng của ông là F. Chopin. Nhà soạn nhạc đã mua một cây đàn piano của Buchholtz. Người ta nói rằng mỗi khi có hơn hai vị khách đến nghe Chopin chơi đàn, mọi người sẽ được chuyển đến xưởng Buchholtz. Sau cái chết của Buchholtz năm 1837, nhà máy được điều hành bởi vợ ông và con trai Julian từ năm 1841 đến 1846.
Chỉ có một số nhạc cụ của Buchholtz còn tồn tại cho đến ngày nay. Vào năm 2017, Viện Fryderyk Chopin đã đặt hàng một bản sao của một cây đại dương cầm Buchholtz do Paul McNulty chế tác. Nó đã được sử dụng vào tháng 9 năm 2018 trong cuộc thi Chopin quốc tế đầu tiên trên các nhạc cụ thời xưa.

## Danh sách đĩa nhạc
- Krzysztof Książek. Fryderyk Chopin, Karol Kurpiński. Piano Concerto No.2 f-moll (solo version), Mazurkas, Ballade; Fugue & Coda B-dur. Played on a replica of a Buchholtz instrument made by Paul McNulty
- Tomasz Ritter. Fryderyk Chopin. Sonata in B Minor, Ballade in F minor, Polonaises, Mazurkas. Karol Kurpinski. Polonaise in D minor. Played on the 1842 Pleyel piano, the 1837 Erard piano and a replica of Buchholtz piano from ca 1825-1826 made by Paul McNulty
- Alexei Lubimov and his colleagues. Ludwig van Beethoven. Complete piano sonatas. Played on modern replicas of Stein, Walter, Graf, Buchholtz instruments made by Paul McNulty